# 小行星28978
伊克西翁（28978 Ixion）是一柯伊伯带天体，於2001年5月22日被發現，小行星編號為28978，臨時編號為2001 KX76。它與海王星的軌道共振為3:2，因此被分類為冥族小天體。雖然國際天文學聯合會（IAU）認為現有的數據未能確定其為矮行星，但該天體將來很有可能被認定為類冥矮行星。該天體以希臘神話中狂妄的拉皮斯人国王伊克西翁來命名。
伊克西翁的光變曲線分析顯示其亮度變化只有很小的偏差，表示它是一個橢球體，接近於矮行星的形狀，表面則佈滿著反照率較小的暗點。它的直徑約為650公里，是第五大的冥族小天體。它在可見光下呈中度紅色，並具有由托林和水冰混合物製成的表面。

## 物理特徵

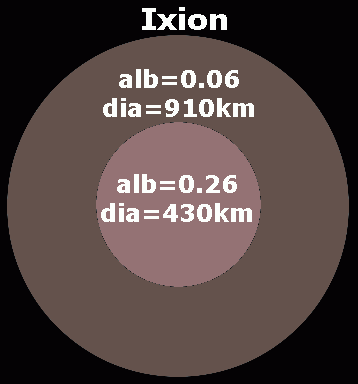
伊克西翁在不同反照率下的直徑估計值

伊克西翁是除冥王星之外第一個當時估計比穀神星大的海王星外天體（TNO），即使在發現一年後的2002年，估計直徑仍然超過1000公里，雖然此估計是250 GHz的虛假檢測結果，但後來的觀察並未證實這一點。最近的估計顯示伊克西翁具有高反照率，比穀神星小。透過赫歇爾太空望遠鏡和史匹哲太空望遠鏡的遠紅外光譜觀測，發現它的大小約為620公里。
伊克西翁在可見光下呈中度紅色（略微紅色，比創神星更紅）。相較其他中型紅色QB1天體，其有更高的反照率（> 0.15）。在其光譜中波長為0.8μm時可能存在吸收特徵，這通常與水對表面材料的改變有關。在近紅外線中，伊克西翁的光譜平坦而無特徵，並沒有1.5和2μm的水冰吸收帶。這與伐樓拿相反，伐樓拿在近紅外線中具有紅色光譜斜坡以及突出的吸水帶。可見光和紅外光譜結果都表明，伊克西翁的表面由水冰、黑碳和托林混合物（它是通過照射水和有機化合物的包合物形成的共聚物）組成。甚大望遠鏡（VLT）對伊克西翁的彗星活動進行了檢測，但並沒有發現彗髮 。伊克西翁目前距離太陽大約41天文單位，當伊克西翁接近近日點時，或許會形成彗髮和暫時性大氣層。